# Christoph Alexander von Velen
Christoph Alexander von Velen (* 29. Juni 1664 in Schloss Velen; † 11. Dezember 1725) war Domherr in Münster und Amtsdroste im Amt Meppen.

## Leben

### Herkunft und Familie
Christoph Alexander von Velen wuchs als Sohn des Hermann Matthias von Velen und seiner Gemahlin Margaretha Anna von Galen zu Assen (1644–1720) mit seinem Bruder Anton Heinrich Hermann in der uralten westfälischen Adelsfamilie von Velen auf. 1695 heiratete er Maria Dorothea Margaretha von Schenking zu Bevern († 1703). Aus der Ehe stammt der Sohn Friedrich Christian. Nach Marias Tod heiratete er am 22. Oktober 1707 Maria Adriane Katharina von Hochkirchen zu Neuerburg († 1724, Erbin von Neuerburg).

### Werdegang und Wirken
Durch päpstlichen Zuspruch erhielt Christoph Alexander im Jahre 1688 eine Dompräbende in Münster. Drei Jahre später verzichtete er zugunsten seines Bruders Anton Heinrich Hermann und übernahm die Familiengüter. Am 19. Januar 1692 wurde er Nachfolger seines Vaters als Amtsdroste des Amtes Meppen. Christoph Alexander war Patenkind des Fürstbischofs Christoph Bernhard von Galen und Stammherr.